# Nhóm ngôn ngữ Manding
Nhóm ngôn ngữ Manding (đôi khi được biết là Manden) là nhóm phương ngữ/ngôn ngữ thuộc nhóm ngôn ngữ Mande được nói ở Tây Phi. Các ngôn ngữ nổi bật nhất là tiếng Bambara, ngôn ngữ được sử dụng rộng rãi nhất Mali; tiếng Mandinka, ngôn ngữ chính của Gambia; tiếng Maninka hoặc Malinké, một ngôn ngữ chính của Guinea; và tiếng Jula, một lingua fanca của miền bắc Bờ Biển Ngà và miền tây Burkina Faso.

## Phân loại nội tại
Sự phân biệt giữa các ngôn ngữ thành viên nhóm ngôn ngữ Manding và mối quan hệ giữa chúng là những vấn đề đang được tiếp tục nghiên cứu. Ngoài ra, danh pháp - là sự pha trộn giữa các thuật ngữ và từ ngữ bản địa được người nói tiếng Anh và tiếng Pháp áp dụng từ trước khi cai trị châu Phi - làm cho bức tranh trở nên phức tạp và thậm chí khó hiểu.
Có thể chia nhóm ngôn ngữ Manding thành hai nhánh con: nhánh phía tây và phía đông; sự khác biệt giữa hai nhánh này biểu hiện chủ yếu ở ngữ âm. Trong khi các phương ngữ của nhóm tây thường có 10 nguyên âm (5 âm miệng và 5 âm dài/mũi), còn nhóm phương đông, tiêu biểu là tiếng Bambara, có 14 nguyên âm (7 âm miệng và 7 âm mũi):
Manding Tây
- Kassonke - Maninka Tây (Mali, Sénégal)
- Mandinka (Sénégal, Gambia, Guinea Bissau)
- Kita Maninka (Mali)
- Jahanka (Guinea, Sénégal, Gambia, Mali; một trong nhiều phương ngữ dưới tên này)

Manding Đông
- Marka (Dafin) (Burkina Faso, Mali)
- Tiếng Bambara - tiếng Dyula (Manding Đông Bắc; Mali, Burkina Faso, Bờ biển Ngà)
- Maninka Đông (Manding Đông Nam; nhiều ngôn ngữ ở Mali, Guinea, Bờ Biển Ngà)
- Bolon (Burkina Faso)

Ngoài ra, tiếng Sininkere (Burkina Faso) có vị trí không rõ ràng trong nhóm Manding.

## Chữ viết
Các ngôn ngữ Manding có truyền thống truyền miệng mạnh mẽ, nhưng cũng có ở dạng viết - các biến thể từ  chữ Ả Rập và chữ Latinh, và ít nhất hai chữ viết bản địa.
- Tiếng Ả Rập đã được đưa vào khu vực với sự xuất hiện của Hồi giáo, và văn bản được điều chỉnh để viết các ngôn ngữ Manding. Chữ Ả Rập hoặc Ajami vẫn thường được sử dụng cho tiếng Mandinka.
- Chữ Latinh đã được đưa tới khu vực sau cuộc chinh phạt của châu Âu. Nó được sử dụng khá rộng rãi, với các phiên bản "chính thức" ở nhiều quốc gia, dùng trong giảng dạy, xóa mù chữ và xuất bản.
- Chữ N'Ko, được phát triển vào năm 1949 bởi Solomana Kante, được thiết kế để viết các ngôn ngữ Manding sử dụng một tiêu chuẩn văn học chung dễ hiểu cho tất cả những người nói nhóm ngôn ngữ này. Nó đang được phổ biến.[6]
- Có một bảng chữ cái ít được biết đến dành cho tiếng Bambara đã được phát triển vào đầu thế kỷ 20 nhưng hiếm khi sử dụng.[7]